# Teodor Șușman (senior)

Teodor Șușman

Teodor Șușman (n. 24 februarie 1894, Răchițele, Cluj, Austro-Ungaria – d. 15 decembrie 1951, Răchițele, Mărgău, Cluj, România) a fost liderul unuia dintre cele mai importante grupuri de partizani anticomuniști care a activat în România.

## Date personale
Teodor Șușman (senior), zis „a Lipchii”, s-a născut la 24 februarie 1894 Era greco-catolic, educat, inteligent și pasionat de vânătoare, „[de] statură mijlocie, robust, bine legat, [cu] gâtul scurt [și] privirea piezișă (din obicei privește încordat) [...] ochi negri căprui, sprâncene negre”.
Familia sa era una dintre cele mai înstărite din zona Huedinului. În 1951 în documentele Miliției Teodor Șușman era definit ca un mic „industriaș și comerciant al lemnului”. Gospodăria era bine organizată și era formată dintr o casă impunătoare, un grajd, livadă cu pomi fructiferi. Avea și doi angajați (slugi). Avea, de asemenea, două gatere de tăiat cherestea, un magazin sătesc, 7-8 hectare de pământ, două vaci, doi boi, un cal și aproximativ 30 de oi, 295 de familii de albine.

## Activitatea politică și profesională
Teodor Șușman sn. a intrat în conștiința colectivă în anii ’20, când a militat pentru împroprietărirea moților cu pădurile și pășunile ce aparținuseră până atunci unor mari proprietari din Imperiul Austro-Ungar. Împreună cu Amos Frâncu și protopopul ortodox Aurel Munteanu, a organizat la Huedin mai multe adunări ale moților, iar în 1925 au mers în audiență la Regele Ferdinand I. Soluționat pozitiv, demersul l-a transformat pe Teodor Șușman într-un personaj foarte popular, cu un mare prestigiu și autoritate în rândul moților din regiunea Huedin, Câmpeni și Beiuș. „[Teodor Șușman] a fost într adevăr un om mare. I se zicea Tatăl Munților și Tatăl Moților. Pentru că numai Șușman bătrânul a câștigat drepturile moților. A bătut cu pumnul în masa Regelui pentru a căpăta drepturile moților: să exploateze pădurile și să aibă libertatea să pască marginile drumurilor când plecau cu carele prin țară până spre Dobrogea.”
A deținut în numeroase rânduri (1922-1928, 1930-1934, 1939-1945) și funcția de primar al comunei Răchițele, fără a fi membru în vreun partid politic.
În anii războiului, după intrarea Huedinului în perimetrul de ocupație maghiară, localitățile de munte au rămas izolate. Din poziția de primar, Teodor Șușman a avut un rol major în aprovizionarea cu cereale a locuitorilor din zonă, peste munte, prin Câmpeni și Beiuș.

## Cauzele constituirii grupului
Cauzele care au dus la constituirea grupului „Teodor Șușman” sunt similare celor care au determinat și apariția altor grupări de partizani și au fost reprezentate de procesul de stalinizare în care a fost angajată societatea românească după al doilea război mondial. După război el a refuzat să se alăture comuniștilor și s a manifestat ca opozant al noului regim, făcând, în paralel, propagandă electorală pentru PNȚ.
După constituirea structurilor comuniste locale, condiție sa materială superioară, care îi oferea o anumită independență în relația cu statul, a devenit sursa multor probleme. Șușman a devenit un „dușman de clasă” care trebuia neutralizat. În 1945 a fost înlăturat din funcția de primar, iar peste 2 ani i-a fost închis magazinul, care fusese, se pare, jefuit chiar prin complicitatea primarului de atunci Suciu Pașcu (a Bontii). I-a fost apoi sechestrat depozitului de cherestea, iar materialul lemnos valorificat în interes personal de către același Suciu Pașcu.
Relația între cei doi a fost inițial una bună, dar de la mijlocul anilor ’30 s-a deteriorat, fapt speculat după 1945 de către comuniști pentru scindarea și controlul comunității.

## Încercarea de arestare și constituirea grupului
Prestigiul lui Teodor Șușman îl făcea periculos pentru regim, motiv pentru care s-a încercat înlăturarea sa din viața socială prin metoda încarcerării. La 18 august 1948 o echipă de jandarmi s-a prezentat la domiciliul său pentru a-l aresta. Cum nu era acasă, a fost arestat doar fiul său, Avisalon. Acesta a reușit să evadeze și s-a întâlnit cu tatăl său, în felul acesta punându-se bazele grupului de partizani anticomuniști. Raziile desfășurate la Răchițele în acea zi, care i-au vizat și pe apropiații lui Șușman, au eșuat și au dus la creșterea numărului de fugari.
În perioada de început, grupul „Teodor Șușman” era definit de autorități ca o „bandă cu caracter pur politic” și era format din 9 persoane: Teodor Șușman senior, Teodor Șușman junior, Traian Șușman, Avisalon Șușman, Ioan Popa, Ioan Bortoș, Teodor Suciu, Ilie Lazăr (Jeru) și Nuț Lazăr (Mirghiș). În prima fază membrii grupului erau înarmați (arme de vânătoare, arme militare tip ZB, carabine ungurești, pistoale, muniția aferentă, grenade și un binoclu.) și au stat în zona Răchițele, păstrând permanent legătura cu satul.
În noiembrie 1948, Teodor Șușman sn. și o parte din grup a părăsit zona Răchițele și s-a deplasat spre Padiș (Munții Bihorului) unde urma să ierneze. O acțiune a Securității finalizată cu arestarea lui Traian Șușman i-a făcut să își schimbe planurile și să se reîntoarcă în zona Răchițele, unde au și rămas pe timpul iernii 1948-1949, fiind găzduiți în sat de cunoștințe și rude.
Între 1948 și primele luni ale anului 1950, datorită activității mai puțin riguroase a autorităților, unii membri ai grupului au plecat în comuna Libling (jud. Timiș) unde au prestat munci sezoniere. Începând cu 1950 acțiunile Miliției și Securității s-au intensificat, prin înființarea de posturi de urmărire, executarea de patrulări în teren și printr-o activitate informativă puternică ceea ce a făcut ca satul Răchițele să trăiască o perioadă de teroare. Zeci de persoane au fost anchetate și bătute până la limitele rezistenței fizice pentru a oferi informații despre partizani.
În contextul redimensionării eforturilor de „lichidare” a grupului, anul 1950 a fost pentru familia Șușman unul deosebit: Catrina, soția lui Teodor, a murit în împrejurări neelucidate, iar ulterior, cei doi copii mai mici, Emil și Romulica, au fost reținuți, condamnați și apoi deportați în zona Fetești, de unde nu s-au mai întors vreodată în Răchițele.
În același an Tribunalul Militar Cluj i-a judecat și condamnat în contumacie pe fugari. Teodor Șușman sn. a primit 15 ani muncă silnică, 10 ani de degradare civică și confiscarea averii, sub acuzația de uneltire contra ordinii sociale, tâlhărie, deținere ilegală de arme, constituire în „bandă politică înarmată”. În mod simbolic, în gospodăria lui a fost stabilit postul local de Miliție și Securitate.
Iarna anului 1950 a fost una fără probleme majore, Teodor Șușman împreună cu fii săi Teodor jr. și Avisalon s-au adăpostit în Răchițele. Pe parcursul anului 1951 partizanii au întreprins anumite acțiuni împotriva reprezentanților autorităților, însă acțiunile represive ale Securității împotriva populației nu au dus la prinderea lor. În iarna 1951-1952 foarte multe familii din zonă au avut de suferit în urma represaliilor autorităților și a terorii generalizate.

## Decesul
În dimineața de 15 decembrie 1951 la postul de Miliție din Răchițele s a prezentat un localnic, care a anunțat că în șura sa este cineva care doarme cu arma lângă el. S-au deplasat imediat 5 securiști și 13 milițieni cu 7 câini și înăuntru a fost găsit Teodor Șușman senior, „împușcat în tâmpla dreaptă cu un pistol Staer...” Populația care se adunase între timp a recunoscut că „individul împușcat este Teodor Șușman din Răchițele”. Cadavrul a fost transportat la Postul de Miliție, i s-a făcut autopsie și a fost aruncat într-o râpă din apropierea propriei case.
Moartea lui Teodor Șușman a rămas puternic impregnată în memoria locuitorilor din sat, adevărul din spusele lor disociindu-se destul de greu de rodul imaginației. Unii declară că l-au văzut, că au stat cu el de vorbă și chiar își amintesc despre starea lui de spirit înainte de a se sinucide. Teodor Șușman a recurs la gestul sinuciderii într un moment în care, se poate presupune, ajunsese la limitele psihice ale suportabilității, dar și din cauza mustrărilor de conștiință pe care le avea pentru numeroșii consăteni care sufereau în beciurile Securității pentru că îi ajutaseră.
Moartea sa nu a însemnat și sfârșitul grupului pe care l-a condus. Acțiunile de prindere a fugarilor au continuat în anii următori. Grupul s-a destrămat în timp, datorită prinderii unor membri (Gheorghe Mihuț, Lucreția și Mihai Jurj, Oneț Roman) sau prin moartea altora (Ioan Bortoș, Ioan Popa, Teodor jr. și Avisalon Șușman). La 2 februarie 1958, prin moartea fraților Teodor jr. și Avisalon Șușman grupul era considerat lichidat. Au urmat, însă, alte arestări și numeroase condamnări ale celor care i-au susținut pe partizani.
După 1958 pe Vlădeasa s-a așternut liniștea. Despre existența partizanilor mai „mărturisea” doar „raiul lui Șușman” din Răchițele, gospodăria care a continuat să atragă atenția celor care poposeau pe acolo, și care, datorită încărcăturii simbolice pe care o avea pentru localnici a fost distrusă.

## Controverse și confuzii
Ca și în cazul altor zone în care au existat grupuri de partizani anticomuniști, și la Răchițele părerile sunt împărțite. Unii susțin că Teodor Șușman a procedat corect alegând să fugă și să se opună autorităților comuniste, în timp ce alții îl acuză că prin atitudinea sa a făcut mai mult rău comunității. În plus, Teodor Șușman sn. este acuzat și de moartea a doi oameni din sat: Suciu Pașcu (bunicul viitorului prim-ministru Emil Boc) și Petru Purcel, ambii colaborând sau fiind bănuiți că au colaborat cu autoritățile pentru prinderea partizanilor.
Frecvent apar în presă articole în care apar confuzii între grupul Teodor Șușman (de la Răchițele) și Grupul lui Gheorghe și Leon Șușman (de la Poșaga). Între cele două familii nu au existat relații de rudenie, iar colaborare a existat doar foarte puțin, în prima parte a activității celor din urmă.

## Exhumarea
În 22-24 iunie 2010, la solicitarea urmașilor, Centrul de Investigare a Crimelor Comunismului din România l-a exhumat pe Teodor Șușman sn. Cu această ocazie au fost identificate 6 gloanțe (unul în zona craniului și alte 5 în zona corpului).

## Vezi și
- Teodor Șușman junior
- Avisalon Șușman